# 폭풍의 시간
폭풍의 시간(Durante la tormenta, Mirage)은 스페인에서 제작된 오리올 파울로 감독의 2018년 드라마, 미스터리, 멜로/로맨스 영화이다. 아드리아나 우가르테 등이 주연으로 출연하였다.

## 출연

### 주연
- 아드리아나 우가르테
- 치노 다린

### 조연
- 노라 나바스
- 미켈 페르난데스
- 클라라 시구라